# Juraj Nvota
Juraj Nvota (* 1. březen 1954 Bratislava) je slovenský režisér a herec.

## Život
Jako herec poprvé účinkoval ve filmu Ružové sny (1976) režiséra Dušana Hanáka. Od 90. let se věnuje filmové režii. Jeho nejznámějším filmem je slovensko-český koprodukční film Kruté radosti z roku 2002, ve kterém zachycuje příběh českého notáře žijícího v malém slovenském městě ve třicátých letech 20. století.

## Osobní život
S první manželkou Mirkou Čibenkovu má syna Jakuba, který působí také jako herec a režisér. Další manželkou Juraje Nvoty byla slovenská herečka Anna Šišková, společně měli dceru Terezu a vychovávali dceru Anny Šiškové Dorotu. Od roku 2005 je ženatý s lékařkou Marínou Slančíkovou.

## Divadelní režie

### Divadlo Na zábradlí
- Thomas Bernhard: Náměstí Hrdinů, Divadlo Divadlo Na zábradlí, premiéra: 3. duben 2003, derniéra: 28. červen 2006
- David Greig: Kosmonautův poslední vzkaz ženě, kterou kdysi, v bývalém Sovětském svazu, miloval. Překlad: Jiří Ornest. Dramaturgie: Radka Denemarková, Ivana Slámová. Scéna: Petr Matásek. Kostýmy: Kateřina Štefková. Hudba: Michal Novinski. Režie: Juraj Nvota. Hráli: Petra Špalková, Táňa Pauhofová, Igor Chmela, Martin Finger, David Švehlík, Petr Čtvrtníček, Jiří Ornest, Kristina Maděričová, Magdaléna Sidonová, Leoš Suchařípa / Pavel Liška, Josef Polášek; Divadlo Na zábradlí, premiéra: 18. prosinec 2003; derniéra: 23. leden 2006.
- Milan Uhde: Zázrak v černém domě, Divadlo Divadlo Na zábradlí, premiéra: 9. března 2007, derniéra: 30. října 2013
- Jean-Luc Lagarce: My, hrdinové, premiéra: 18. prosinec 2008, derniéra: 30. leden 2010
- David Gieselmann - Klaus Schumacher: Louis a Louisa, premiéra: 16. duben 2010, derniéra: 10. prosinec 2012

## Filmografie

### Režie
- 2002 Kruté radosti
- 2007 Muzika
- 2012 Konfident
- 2014 Jak jsme hráli čáru

### Herecká filmografie
- 1976 Ružové sny (pošťák Jakub)
- 1976 Ja milujem, ty miluješ
- 1990 Dávajte si pozor! (lékař)
- 1992 Všetko čo mám rád
- 1997 Modré z neba (úředník)
- 2009 Pokoj v duši
- 2009 Nedodržaný sľub
- 2010 Občanský průkaz (Alešův nevlastní otec)
- 2016 Já, Olga Hepnarová